# Louga
Louga  este un oraș  în Senegal. Este reședința regiunii omonime.